# Tribú
|  | No s'ha de confondre amb Tribu. |

|  | Per a altres significats, vegeu «Tribú (metge)». |

Tribú (en llatí tribunus) és el nom de diverses magistratures electives i altres càrrecs governamentals i militars de la República Romana i l'Imperi. Originàriament derivava dels representants de les tribus en què es dividia el poble de Roma per a qüestions assembleàries.
Quan les tribus romanes, en el seus inicis estaven formades pels Ramnes, Tities i Luceres, cadascun d'aquests grups estava comandat per un tribú, que potser portava el nom de tribú militar (tribuni militum). En temps de Servi Tul·li els tribuns van deixar de tenir funcions militars, però sembla que van mantenir diverses funcions sacerdotals en nom de les seves tribus. Servi Tul·li va establir quatre tribus urbanes a Roma que tenien el seu tribú, amb uncions només estadístiques, per censar-ne els membres i cobrar els impostos de guerra (tributum).
Els càrrecs i magistratures més importants que van portar el nom de tribú eren:
- Tribú de la plebs (tribunus plebis): magistratura electiva escollida en les assemblees de la plebs (concilium plebis).
- Tribú amb potestat consular (tribuni militum consulari potestate)n nomenats quan es necessitaven més comandaments a l'exèrcit a més dels dos cònsols.
- Tribú militar (tribunus militum): oficials comandants de les legions.
- Tribú de cohort (tribunus cohortis): comandants de les unitats militars auxiliars.[1]